# Экстрактор (рыбалка)
Экстра́ктор — рыболовная принадлежность в виде вилочки, стержня с крючком и кусочком спирали на конце, длиной 20—25 см при диаметре 3—4 мм.
Предназначен для извлечения крючка или блесны из пасти рыбы.
Во время рыбной ловли случается, что рыба глубоко заглотнула приманку с крючком, и извлечь её весьма затруднительно. Зёвник позволяет без труда, легко и безопасно раскрыть и зафиксировать пасть рыбы. Рот рыбы останется открытым и позволяет использовать обе руки для извлечения крючка. Удобней всего это сделать с помощью экстрактора.  Экстрактор вставляют вдоль тела крючка до его загиба и легким нажимом на него освобождают крючок. Желательно, чтобы леска при этом была натянута вдоль экстрактора.
Экстрактор, как правило, можно приобрести в специализированном магазине. Его не сложно сделать и самому из стальной проволоки диаметром около 3 мм. Если есть возможность, то стоит использовать при этом легированную проволоку (нержавейку) — это упрощает уход, и инструмент становится практически вечным. На одном конце желательно сделать кольцо, чтобы удобнее было держать в руке, а другой — немного расплющить и сделать небольшой разрез (иногда его выполняют под углом).